# 맥라렌 W1
맥라렌 W1(영어: McLaren W1)은 2024년 10월 6일에 공개된 맥라렌 오토모티브의 스포츠카로, 2025년부터 생산될 예정이다.